# 1590
Évszázadok: 15. század – 16. század – 17. század
Évtizedek: 1540-es évek – 1550-es évek – 1560-as évek – 1570-es évek – 1580-as évek – 1590-es évek – 1600-as évek – 1610-es évek – 1620-as évek – 1630-as évek – 1640-es évek
Évek: 1585 – 1586 – 1587 – 1588 –  1589 – 1590 – 1591 – 1592 – 1593 – 1594 – 1595

## Események
- március 14. – Az ivryi csatában IV. Henrik francia király legyőzi a spanyolok által is támogatott Katolikus Ligát.[1]
- szeptember 15. – Pápává választják VII. Orbán pápát, de 27-én maláriában meghal.[2]
- december 5. – Pápává választják Niccolò Sfondrati cremonai püspököt, aki a XIV. Gergely nevet vette fel.[3]
- az év folyamán –
  - Megnyílik a nagyszombati teológia.

## Az év témái

### 1590 az irodalomban
- Vizsolyban megjelenik a Biblia első teljes magyar nyelvű fordítása, Károli Gáspár munkája (→ Károlyi-biblia).[4] (* 1533)

## Születések
- április 18. – I. Ahmed, az Oszmán Birodalom 14. szultánja († 1617)
- május 12. ‑ II. Cosimo de’ Medici toszkánai nagyherceg († 1621)
- július 12. ‑ X. Kelemen pápa († 1676)[5]

## Halálozások
- február 3. – Germain Pilon francia szobrász (* 1537?)
- május 4. – Charles de Bourbon bíboros, Rouen érseke, X. Károly néven a Szent Liga ellenkirálya (* 1523)
- augusztus 27. – V. Sixtus pápa (* 1521)[6]
- szeptember 27. – VII. Orbán pápa (* 1521)[7]
- november 29. – Philipp Nicodemus Frischlin német humanista költő, tudós (* 1547)

## Európai időjárás
Júniustól szeptemberig aszály, nagy meleg főleg Kelet-Közép-Európában, korai, bőséges és édes bort adó szüret.